# Paul Roland Ferlin
Paul Roland Ferlin, född 31 oktober 1795, död 15 januari 1864, var en svensk ämbetsman.
Ferlin var kamrerare i kammarkollegium med kammarrättsråds titel. Han utgav det för sin tid värdefulla uppslagsverket Stockholms stad (2 band, 1854-58).